# Sekundärrohstoff
Sekundärrohstoffe, auch Rezyklate oder Recyclingrohstoffe genannt, sind Rohstoffe, die durch Aufarbeitung (Recycling) aus entsorgtem Material, genauer: aus den sogenannten „Wertstoffen“ in besagtem entsorgten Material, gewonnen werden. Sekundärrohstoffe dienen als Ausgangsstoffe für neue Produkte und unterscheiden sich dadurch von primären (aus der Natur gewonnenen) Rohstoffen. Es handelt sich also um Stoffe, die im Rahmen der Rohstoffwirtschaft in einer Kaskade zum zweiten oder wiederholten Mal genutzt werden. Die Nutzung von Sekundärrohstoffen schont natürliche Ressourcen und leistet einen Beitrag zu einer nachhaltigen Entwicklung. Sekundärrohstoffe entstehen, wenn Abfall recycelt wird, nicht jedoch, wenn dieser deponiert, energetisch verwertet oder verbrannt wird.

## Verwendete Ausgangsstoffe
Als Sekundärrohstoffe führt man zum Beispiel gebrauchte Verpackungen aus Glas, Kunststoff, Metall oder Verbundstoffen durch verschiedene Bearbeitungsverfahren wieder in Produktionsprozesse zurück. Im Bereich der Nutzung nachwachsender Rohstoffe betrifft dies vor allem Papier (→Papierrecycling) und Holz (Altholz). Die Rückgewinnung von Metallen aus dem Abfall oder aus der Schlacke von Müllverbrennungsanlagen verhindert zudem die Kontaminierung des Grundwassers durch giftige Deponieabwässer. Für das Recycling von bio-basierten Kunststoffen und naturfaserverstärkten Kunststoffen werden Konzepte entwickelt.
Selbst Verbrauchter Kernbrennstoff ist in gewissem Maße „recyclingfähig“. Im PUREX-Verfahren werden Plutonium und Uran zurückgewonnen, um MOX-Brennelemente zu erzeugen. Minore Actinoide und Spaltprodukte werden jedoch üblicherweise als „Atommüll“ entsorgt – trotz Preisen über 1000 $/g zum Beispiel für Americium.

## Hintergrund Kreislaufwirtschaft
Recycling zählt nach der Abfallvermeidung, beispielsweise durch Reparatur und  Umnutzung, zu den Kernprinzipien der Kreislaufwirtschaft, die als Gegenmodell zur Linearwirtschaft (der Wegwerfgesellschaft) verstanden wird, in der Produkte nach nur einem (kurzen) Nutzungszyklus als vollständig unbrauchbar gelten. Tradiert lineare beziehungsweise einmalige Produktions- und Nutzungsprinzipien gelten vor dem Hintergrund des Versiegens fossiler Ressourcen und knapp werdender Deponiekapazitäten als nicht zukunftsfähig. Sie sollen durch eine Kreislaufwirtschaft abgelöst werden, in der lang andauernde kaskadische Nutzungen, sowie Abfall- und Emissionsvermeidung Standard sind.

## Interessengruppen und Vorgaben
Umweltgruppen und Umweltverbände machen auf Probleme aufmerksam, die mit einer nicht-kaskadischen Nutzung von Ressourcen verbunden sind und fordern dabei auch den verstärkten Einsatz von Sekundärrohstoffen. Häufig stützen sie sich dabei auf Erkenntnisse der Wissenschaft, beispielsweise der Umweltwissenschaften. Wissenschaftler, beispielsweise aus dem Bereich der Ingenieurwissenschaften oder der Logistik, arbeiten, zum Teil im Verbund mit Praktikern aus der Abfallwirtschaft, an optimierten Verfahren zur Sammlung, Sortierung und Wiederverwertung von Haushalts- und Gewerbeabfall als Basis der Sekundärrohstoffe sowie an einer besseren Verankerung dieser Themen im Bewusstsein der Bürger. Aufseiten von Industrie und Handel gibt es Initiativen und Projekte, die insbesondere für Kunststoffe auf höheren Quoten und verbesserte Qualitäten der Sekundärrohstoffe hinwirken. In der Schweiz ist das beispielsweise die Drehscheibe Kreislaufwirtschaft, in Österreich die ECR Austria Circular Packaging Initiative in Deutschland das Forum Rezyklat oder Cospatox.
Das Recht zur Erlassung von Vorgaben für die Erfassung von Material für beziehungsweise den Einsatz von Sekundärrohstoffen hat der Gesetzgeber. Vereinbarungen über Qualitätsniveaus können normiert sein (für Altpapier zum Beispiel in der DIN EN 643).

## Märkte
Für Sekundärrohstoffe existieren Märkte. Die Frage, ob eine Substanz als Sekundärrohstoff oder als Abfall interpretiert wird, hängt auch von monetären Aspekten ab:  Abfallstoffe können zu Sekundärrohstoffen werden,
- wenn der Preis eines Primärrohstoffs steigt (Beispiel: langfristiger Preisanstieg des Erdöls) oder
- wenn die Effizienz eines Recyclingverfahrens (Qualität des gewonnenen Recyclingmaterials pro eingesetztem Euro) steigt.
- wenn neue Nutzungen für den Sekundärrohstoff aufkommen – zum Beispiel wurde durch Entdeckung der Kernspaltung die Gewinnung von Uran aus den Tailings des Radium-Bergbaus des ersten Drittels des 20. Jahrhunderts interessant

## Belege
1. ↑  Bundesamt für Umwelt, Wald und Landschaft (Hrsg.): Bewertung von Ökoinventaren für Verpackungen (Schriftenreihe Umwelt Nr. 300), Bern 1998, S. 8.
2. ↑  Die erste Wahl: Recyclingrohstoff In: Remondis Aktuell, Nr. 1/2016, abgerufen am 14. August 2018. Siehe auch Rohstoffversorgung 4.0, Handlungsempfehlungen für eine nachhaltige Rohstoffpolitik im Zeichen der Digitalisierung, Publikation des Bundesverbands der Deutschen Industrie vom 27. Oktober 2017, abgerufen am 15. August 2018.
3. ↑  Stichwort Sekundärrohstoff In: Brockhaus Enzyklopädie online, abgerufen am 22. April 2009.
4. ↑   Natalie Rudolph, Raphael Kiesel, Chuanchom Aumnate: Einführung Kunststoffrecycling. Ökonomische, ökologische und technische Aspekte der Kunststoffabfallverwertung, Hanser-Verlag, München 2020, S. 3, ISBN 978-3-446-45880-2.
5. ↑  Zum Unterschied von energetischer Verwertung zur  Verbrennung siehe die Erläuterung auf der Website umweltmanager.net (Abruf am 2. Mai 2022).
6. ↑  Hans-Josef Endres, Madina Shamsuyeva: Kreislaufwirtschaft braucht bessere Standards. In: plastverarbeiter.de. 2. Juli 2020, abgerufen am 2. Mai 2022.
7. ↑  Christina Haxter: Anwendungszentrum für Holzfaserforschung HOFZET. In: Fraunhofer-Institut für Holzforschung. Abgerufen am 2. Mai 2022.
8. ↑  Michaela Neuner, Julia Dusold: Verbundwerkstoffe: Wie das Recycling von CFK funktioniert. In: produktion.de. 12. August 2019, abgerufen am 2. Mai 2022.
9. ↑  Am Beispiel der für Konsumenten relevanten Getränkekartons siehe Fachverband Kartonverpackungen für flüssige Nahrungsmittel e. V. (FKN): Palurec GmbH. PE-Alu-Recycling gebrauchter Getränkekartons. In: getraenkekarton.de. Abgerufen am 2. Mai 2022.
10. ↑  Fragen und Antworten rund um das Thema Holzrecycling und Altholz. In: sonnenseite.com. 7. Januar 2015, abgerufen am 2. Mai 2022.
11. ↑  EuRIC AISBL: Fakten Metallrecycling. In: euric-aisbl.eu. Abgerufen am 2. Mai 2022 (S. 7).
12. ↑  Katharina Grimm: „Wir haben im Restmüll sogar schon Goldmünzen gefunden“. In: Stern. 17. April 2018, abgerufen am 2. Mai 2022.
13. ↑  
Lisa Mundzeck, Andrea Siebert-Raths: Biobasierte Kunststoffe: Definitionen, Anwendungsbereiche, Potenziale und Forschung. In: trendreport.de. 23. März 2021, abgerufen am 2. Mai 2022.
14. ↑  Olaf Ludwig, Matthias Bruchmüller, Jasmin Bauer, Charlotte Mämpel: Untersuchungen zur Recyclingfähigkeit naturfaserverstärkter Kunststoffe und deren Auswirkung auf die mechanischen Eigenschaften. In: cluster-thueringen.de. 16. März 2018, abgerufen am 2. Mai 2022.
15. ↑  Michael Jedelhauser: Kreislaufwirtschaft. Weniger Müll, weiterverwenden und recyceln. In: nabu.de. NABU, abgerufen am 2. Mai 2022.
16. ↑  Jan Tolzmann: Deshalb ist die Kreislaufwirtschaft so wichtig. In: Quarks. WDR, 24. Februar 2022, abgerufen am 2. Mai 2022.
17. ↑  Für das Beispiel Kunststoffe siehe: a tip: tap e. V., Bund für Umwelt und Naturschutz Deutschland e. V. (BUND), Greenpeace e. V. u. a.: Wege aus der Plastikkrise: Forderungen der deutschen Zivilgesellschaft. In: exit-plastik.de. November 2021, abgerufen am 2. Mai 2022 (Dritte, korrigierte Ausgabe).
18. ↑  Siehe zum Beispiel das BMBF-Rahmenprogramm Forschung für nachhaltige Entwicklung (FONA) Rohstoffeffizienz und Kreislaufwirtschaft. In: fona.de. 9. Februar 2022, abgerufen am 2. Mai 2022.
19. ↑  Ingenieurwissen gegen Müllberge. In: gruene-arbeitswelt.de. Wissenschaftsladen Bonn e. V., abgerufen am 2. Mai 2022.
20. ↑  Jule Ahles: Trennungsgrund Müll. In: Audimax. 26. Oktober 2021, abgerufen am 2. Mai 2022.
21. ↑  Entsorgungslogistik: Mehr als nur Müllbeseitigung. In: Bundesvereinigung Logistik online. 21. Dezember 2021, abgerufen am 2. Mai 2022.
22. ↑  Beispiel für Abfalltrennung: Der intelligente Abfallstreuer. In: Technische Hochschule Köln (online). Februar 2020, abgerufen am 2. Mai 2022.
23. ↑  The Waste Citizen. In: Manchester Metropolitan University (online). Archiviert vom Original am 21. Januar 2022; abgerufen am 2. Mai 2022 (englisch).
24. ↑  David Vonplon: Plastikabfälle sollen nicht länger verbrannt werden – schon nächstes Jahr soll ein landesweites Sammelsystem kommen. In: Neue Zürcher Zeitung . 9. März 2021, abgerufen am 2. Mai 2022.
25. ↑  Ekart Kuhn, Rudolf Behrens: Plastik reduzieren und recyclen. Lebensmittel Zeitung, 28. Februar 2020.
26. ↑  Horst Wenzel: Die Kreislaufwirtschaft kommt voran. Lebensmittel Zeitung, 30. Dezember 2021.
27. ↑  Zu weiteren Initiativen siehe Eva Middendorf: Übersicht: Das sind die wichtigsten Initiativen zur Kreislaufwirtschaft im Kunststoffsektor. In: chemietechnik.de. 14. Oktober 2021, abgerufen am 2. Mai 2022.
28. ↑  Für Hamburg siehe etwa die Altpapierverordnung.
29. ↑  Neue EU-Verpackungsrichtlinie auf dem Weg. In: Zeitung für kommunale Wirtschaft. 27. September 2021, abgerufen am 2. Mai 2022.
30. ↑  Siehe für Altglas zum Beispiel Global Recovered Glass Market Report 2022 Top Industry Research Analysis and Forecast 2029 By Type, Application, Region and History 2016-2021, aufgerufen am 4. März 2022. Für Rezyklate siehe zum Beispiel Röchling Stiftung: Wertsachen. Warum der Markt für recycelten Kunststoff nicht rund läuft … und wie sich das ändern könnte. In: polyproblem.org. Dezember 2020, abgerufen am 2. Mai 2022.
31. ↑   Nadine Buschow, Iswing Dehne, Nadja von Gries, Rüdiger Oetjen-Dehne, Joachim Sanden, Henning Wilts: Entwicklung von Instrumenten und Maßnahmen zur Steigerung des Einsatzes von Sekundärrohstoffen – mit Schwerpunkt Sekundärkunststoffe (Texte 65/2016, Umweltforschungsplan des Bundesministeriums für Umwelt, Naturschutz, Bau und Reaktorsicherheit, Forschungskennzahl 3712 33 340, UBA-FB 002343), Dessau-Roßlau, September 2016, S. 143–152, ISSN 1862-4804.